# La Voix de la Russie
La Voix de la Russie, initialement Radio Moscou jusqu'en 1993, était jusqu'en 2014, une radio de l'État russe émettant dans les pays étrangers. Ce fut la première radio internationale à intégrer des émissions en langues étrangères transmises régulièrement sur les ondes courtes. 
La radiodiffusion en français a commencé le 7 novembre 1929 avec une émission d'Albert Joseph, un Français vivant en URSS. « Ici Moscou ! » furent ses premières paroles. Les émissions ont d'abord été retransmises épisodiquement, puis tous les jours. Initialement la radio diffusait essentiellement les nouvelles et de la musique. La rédaction s’est petit à petit développée, permettant la création de plusieurs rubriques. En 1996 la station possédait un auditoire de 45 millions d'auditeurs, contre 30 millions pour RFI ou 120 millions pour la BBC.

## Histoire

### Les premières années
Radio Moscou commence à émettre en 1922 en ondes moyennes avec un transmetteur RV-1 dans la région de Moscou. En 1925 un second centre d’émission entre en fonction à Leningrad. Le 9 mars 1938 débute la diffusion de Radio Moscou en ondes courtes. Ses émissions sont diffusées en anglais, français, allemand, italien et arabe en 1939. Radio Moscou suit et commente l’arrivée d’Adolf Hitler au pouvoir en Allemagne ; son service en italien est brouillé par un ordre de Mussolini durant les années 1930.

### Pendant la guerre
Le contenu des émissions de Radio-Moscou a foncièrement changé à l’époque de la Seconde Guerre mondiale. La ligne directrice était, alors, la lutte contre les opposants fascistes. Une émission nocturne était destinée aux maquis français, dont un bon nombre étaient communistes. En plus de l'information sur les opérations militaires du front germano-soviétique, il y était question de la tactique et des méthodes de guérilla, notamment de la résistance française. Une émission hebdomadaire d'une demi-heure rédigée par les représentants de la mission diplomatique et militaire à Moscou était diffusée par le mouvement « France combattante  » dirigé par le général de Gaulle.

### La Guerre Froide

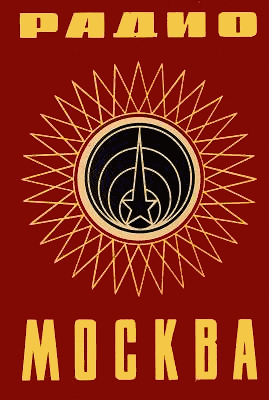
Carte QSL de Radio Moscou, imprimée en 1969.

Les Américains sont la première cible de Radio-Moscou durant les années 1950 avec des émetteurs situés dans la région de Moscou. Plus tard, la partie ouest de l’Amérique du Nord est la cible du nouveau relais construit à Vladivostok et Magadan.
Un certain rapprochement avait commencé après la Conférence des chefs de gouvernement des quatre grandes puissances : URSS, États-Unis, Grande-Bretagne et France, qui s’était tenue en 1955 à Genève, la première de l'après-guerre. Les liens entre Moscou et Paris se sont développés de façon dynamique. Dans le contexte de la détente internationale, les contacts se sont raffermis, et cela a stimulé les activités de Radio Moscou.
La première diffusion vers l’Afrique a lieu vers la fin des années 1950 en anglais et en français. En 1961, la station lance des programmes en trois langues : amharique, swahili et haoussa. Plus tard, les auditeurs africains peuvent écouter Radio-Moscou en huit langues africaines.
Le premier bulletin d’information est lancé en août 1963. Durant la guerre froide la plupart des nouvelles et des commentaires se concentrent sur les relations entre l’Union soviétique et les États-Unis.
Dans les années 1970, la crème des commentateurs de Radio-Moscou est réunie pour un journal radio appelé Nouvelles et Opinions. Viktor Glazounov, Léonid Rassadine, Iouri Chalygine, Alexandre Kouchnir, Iouri Solton et Vladislav Tchernoukha prennent part à ce projet. Avec les années, le journal devient un programme d’information et d’analyse majeur au sein des services en langues étrangères de Radio-Moscou.

#### Service anglophone
À la fin des années 1970, le service anglophone de la radio est renommé Radio Moscow World Service, afin de concurrencer la BBC World Service. Le projet est lancé et dirigé par un journaliste travaillant de longue date à Radio Moscou, Alexandre Evstafiev[réf. souhaitée]. Plus tard, un service nord-américain, un service africain ainsi qu'un service destiné au Royaume-Uni et à l’Irlande (tous en anglais) fonctionnent plusieurs heures par jour au côté du service en anglais qui émet 24 heures sur 24.

#### Service francophone
En 1983, le service de radiodiffusion vers la France est transformé en Service informationnel en français. Simultanément, il diffuse des émissions vers la France, la Belgique et les pays africains francophones. Les émissions sont retransmises quinze heures par jour. Les programmes se diversifient de plus en plus et les premières émissions interactives apparaissent. Des journalistes comme Sergueï Korzoun et Sergueï Buntman y travaillent. Des duplex radio entre le Service en français et les rédactions des stations radio françaises régionales ou locales sont organisés.

#### Années 1970-1990
À son apogée, la station émet en soixante-dix langues en utilisant des émetteurs situés en Union soviétique, en Europe de l’Est et à Cuba.
Son signal est Les Nuits de Moscou, joué par un carillon. La Voix de la Russie a utilisé deux signaux supplémentaires : Minuit à Moscou, une version jouée par Ricky King et une autre jouée actuellement, Les Tableaux d'une exposition de Modeste Moussorgski.
Durant les années 1980, l’un des programmes les plus populaires est Listeners’ Request Club présenté par Vassili Strelnikov, qui utilise une présentation informelle tranchant avec le ton habituel de la station. Moscow Mailbag est aussi un programme populaire. Il répondait aux questions des auditeurs au sujet de l’Union Soviétique puis, plus tard, de la Russie. Entre 1957 et 2005 c’est Joe Adamov, connu pour sa maîtrise de l’anglais et son sens de l’humour, qui anime l’émission.
Radio-Moscou se heurte à d'importantes difficultés à partir de 1990 et l'effondrement de l'URSS. En 1993, Radio-Moscou devient La Voix de la Russie. Des changements profonds se sont opérés dans le pays à cause de l'effondrement économique et la crise du pouvoir ayant affecté pratiquement tous les domaines. Le temps d'écoute a été réduit, la radio a été contrainte à réduire le nombre de formes différentes de radiodiffusion exigeant des dépenses supplémentaires.
Cependant, peu à peu la situation s'est améliorée. L'intérêt de plus en plus vif à l’égard des émissions en français a été confirmé par un grand nombre de messages, envoyés via la poste et sur Internet, qui ont apporté beaucoup d’optimisme.

## Au début duXXIesiècle

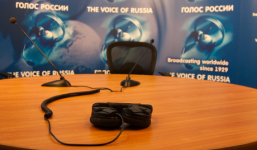
Studio d'enregistrement.

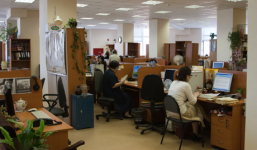
Équipe internationale de La Voix de la Russie.

La Voix de la Russie, compagnie d’État de multimédias poursuit sa mission d’informations en réalisant des émissions radios en direction des pays étrangers, notamment en français, sans interruption depuis le 29 octobre 1929. 
Au début du XXIe siècle, La Voix de la Russie met en ligne sur le support internet diverses informations et articles rédigés en russe mais aussi dans 38 langues étrangères différentes. Le site de la radio comprend pas moins de 500 articles, s’adressant aux visiteurs de 110 pays. La consultation des programmes se fait par liaison satellite. Il est possible de consulter en ligne les émissions de la radio, les divers fichiers audio, les vidéos. Elle a pour but de présenter à la communauté internationale la vie de la Russie et d'établir un trait d’union avec les Russes vivant à l’étranger. Elle contribue également à vulgariser et à diffuser la culture et la langue russes dans le monde.
Le 31 mars 2014, La Voix de la Russie met un terme aux émissions sur ondes courtes.
En novembre 2014 la radio Sputnik succède à La Voix de la Russie sur les ondes.

## Direction
Le président est Andreï Guéorguévitch Bystritski.

## Langues
La station diffuse des programmes en 38 langues : albanais, allemand, anglais, arabe, bengali, bulgare, chinois, coréen, dari, espagnol, finnois, français, grec, hindi, hongrois, italien, japonais, kurde, mongol, norvégien, ourdou, pachtoune, persan, polonais, portugais, roumain, russe, serbe, slovaque, suédois, tchèque, turc, vietnamien, etc.

## Réseau de transmission
Durant l’apogée de la station qui a lieu dans les années 1980, les mêmes programmes pouvaient souvent être écoutés sur plus d’une douzaine de fréquences en ondes courtes bien qu’elle ne publiait jamais ses horaires ni ses fréquences d’émission.
Le réseau de transmission consistait en 30 sites de transmission de forte puissance (classement de l’Ouest à l’Est):
- Wachenbrunn, Allemagne de l'Est (1 000 kW, ondes moyennes)
- Bolchakovo (2 500 kW Ondes moyennes)
- Vilnius (Site cédé à la Lituanie, utilisé par Radio Vilnius)
- Moscou (5 sites de transmission en haute puissance en ondes courtes)
- Saint-Pétersbourg (1961) [16 × 200-kW ondes courtes]
- Volgograd
- Iekaterinbourg [9 × 100-kW ondes courtes]
- Samara [6 × 250-kW ondes courtes, 3 × 200-kW ondes courtes, 7 × 100-kW O.C]
- Gavar, Arménie (Site cédé à l’Arménie, mais utilisé par RMOC)
- Omsk
- Arkhangelsk (Angarsk, 1971) [2 × 100-kW, 4 × 250-kW O.C, 8 × 500-kW)
- Tachkent (1 000 kW)
- Krasnodar (1967) [8 × 100-kW O.C, 8 × 500 kW o;c]
- Novossibirsk (1956) [17 × 100-kW O.C, but 1 000 kW]
- Tchita
- Iakoutsk
- Komsomolsk-sur-l'Amour
- Douchanbé (1 000 kW)
- Vladivostok (1 000 kW)
- Petropavlovsk-Magadan (1 000 kW)

## Collaborateurs connus
- Renata Lesnik